# Stella Nansikombi Makubuya
Stella Nansikombi Mukasa Makubuya (nhũ danh Stella Nansikombi, ngày 11 tháng 11 năm 1967 – 5 tháng 9 năm 2018), là một  luật sư nhân quyền người Uganda, và là nhà hoạt động quyền phụ nữ người từng là Giám đốc khu vực châu Phi tại Trung tâm Quốc tế Nghiên cứu về Phụ nữ (ICRW).

## Những năm đầu và giáo dục
Bà được sinh ra bởi Dorcus Naluzze Mukasa và Peter Mukasa, vào ngày 11 tháng 11 năm 1967, tại Vùng Buganda của Uganda. Bà học trường trung học Gayaza và sau đó là trường trung học Gayaza, nơi bà lấy được bằng tốt nghiệp trung học.
Bà được nhận vào trường Luật Đại học Makerere, nơi bà tốt nghiệp với bằng Cử nhân Luật. Bà tiếp tục lấy bằng Cao đẳng về Thực hành Pháp lý, từ Trung tâm Phát triển Luật, tại Kampala, thủ đô của Uganda. Sau đó, bà được nhận vào Đoàn luật sư ở Uganda, với tư cách là một luật sư hành nghề. Sau đó, bà có bằng Thạc sĩ Luật, từ Đại học Warwick, Vương quốc Anh.

## Nghề nghiệp
Stella Makubuya từng là một nhân viên pháp lý của Bộ Giới tính, Lao động và Phát triển Xã hội ở Ukraina. Sau đó, bà làm Giám đốc, Quản lý và Tư vấn tại Tập đoàn Tư vấn Bắc Âu Uganda.
Bà từng là cố vấn cho một số chính phủ, tổ chức phi chính phủ và tổ chức phát triển quốc tế và quốc tế, bao gồm Nnabagereka Development Foundation. Bà cũng từng là Chủ tịch và Phó Chủ tịch trong các hội đồng của (a) Akina Mama wa Afrika (b) Liên đoàn Luật sư Phụ nữ Quốc tế (FIDA) (c) ActionAid Uganda và (d) Sáng kiến Xã hội Mở cho Đông Phi (OSIEA).

## Gia đình
Stella Makubuya đã kết hôn với Apollo Makubuya, một luật sư đồng thời là chủ tịch của Equity Bank Uganda Limited. Sống cùng nhau, họ là cha mẹ của ba cô con gái (a) Athena Mulungi Nakku (b) Angela Kitiibwa Nakimuli và (c) Andrea Kwagalakwe Nabakka.

## Bệnh tật và cái chết
Vào ngày 5 tháng 9 năm 2018, Stella Makubuya đã chết ở bang Virginia, Hoa Kỳ, nơi bà đang điều trị ung thư, được báo cáo là ung thư túi mật.